# Oostenrijks handbalteam (vrouwen)
Het Oostenrijkse handbalteam is het nationale team van Oostenrijk voor vrouwen. Het team vertegenwoordigt de Österreichischer Handballbund.

## Resultaten

### Olympische Spelen
| Olympische Spelen | Olympische Spelen   | Olympische Spelen   | Olympische Spelen   | Olympische Spelen   | Olympische Spelen   | Olympische Spelen   | Olympische Spelen   | Olympische Spelen   |
| Jaar (teams)      | Resultaat           | Wed                 | W                   | G                   | V                   | DV                  | DT                  | DS                  |
| ----------------- | ------------------- | ------------------- | ------------------- | ------------------- | ------------------- | ------------------- | ------------------- | ------------------- |
| 1976 (6)          | Niet gekwalificeerd | Niet gekwalificeerd | Niet gekwalificeerd | Niet gekwalificeerd | Niet gekwalificeerd | Niet gekwalificeerd | Niet gekwalificeerd | Niet gekwalificeerd |
| 1980 (6)          | Niet gekwalificeerd | Niet gekwalificeerd | Niet gekwalificeerd | Niet gekwalificeerd | Niet gekwalificeerd | Niet gekwalificeerd | Niet gekwalificeerd | Niet gekwalificeerd |
| 1984 (6)          | 6de                 |                     |                     |                     |                     |                     |                     |                     |
| 1988 (8)          | Niet gekwalificeerd | Niet gekwalificeerd | Niet gekwalificeerd | Niet gekwalificeerd | Niet gekwalificeerd | Niet gekwalificeerd | Niet gekwalificeerd | Niet gekwalificeerd |
| 1992 (8)          | 5de                 |                     |                     |                     |                     |                     |                     |                     |
| 1996 (8)          | Niet gekwalificeerd | Niet gekwalificeerd | Niet gekwalificeerd | Niet gekwalificeerd | Niet gekwalificeerd | Niet gekwalificeerd | Niet gekwalificeerd | Niet gekwalificeerd |
| 2000 (10)         | 5de                 |                     |                     |                     |                     |                     |                     |                     |
| 2004 (10)         | Niet gekwalificeerd | Niet gekwalificeerd | Niet gekwalificeerd | Niet gekwalificeerd | Niet gekwalificeerd | Niet gekwalificeerd | Niet gekwalificeerd | Niet gekwalificeerd |
| 2008 (12)         | Niet gekwalificeerd | Niet gekwalificeerd | Niet gekwalificeerd | Niet gekwalificeerd | Niet gekwalificeerd | Niet gekwalificeerd | Niet gekwalificeerd | Niet gekwalificeerd |
| 2012 (12)         | Niet gekwalificeerd | Niet gekwalificeerd | Niet gekwalificeerd | Niet gekwalificeerd | Niet gekwalificeerd | Niet gekwalificeerd | Niet gekwalificeerd | Niet gekwalificeerd |
| 2016 (12)         | Niet gekwalificeerd | Niet gekwalificeerd | Niet gekwalificeerd | Niet gekwalificeerd | Niet gekwalificeerd | Niet gekwalificeerd | Niet gekwalificeerd | Niet gekwalificeerd |
| 2020 (12)         | Niet gekwalificeerd | Niet gekwalificeerd | Niet gekwalificeerd | Niet gekwalificeerd | Niet gekwalificeerd | Niet gekwalificeerd | Niet gekwalificeerd | Niet gekwalificeerd |
| Totaal            | 3/12                |                     |                     |                     |                     |                     |                     |                     |

 Kampioenen   Runners-up   Derde plaats   Vierde plaats

### Wereldkampioenschap
| Wereldkampioenschap | Wereldkampioenschap               | Wereldkampioenschap               | Wereldkampioenschap               | Wereldkampioenschap               | Wereldkampioenschap               | Wereldkampioenschap               | Wereldkampioenschap               | Wereldkampioenschap               |
| Jaar                | Resultaat                         | Wed                               | W                                 | G                                 | V                                 | DV                                | DT                                | DS                                |
| ------------------- | --------------------------------- | --------------------------------- | --------------------------------- | --------------------------------- | --------------------------------- | --------------------------------- | --------------------------------- | --------------------------------- |
| 1957                | Niet deelgenomen aan kwalificatie | Niet deelgenomen aan kwalificatie | Niet deelgenomen aan kwalificatie | Niet deelgenomen aan kwalificatie | Niet deelgenomen aan kwalificatie | Niet deelgenomen aan kwalificatie | Niet deelgenomen aan kwalificatie | Niet deelgenomen aan kwalificatie |
| 1962                | Niet deelgenomen aan kwalificatie | Niet deelgenomen aan kwalificatie | Niet deelgenomen aan kwalificatie | Niet deelgenomen aan kwalificatie | Niet deelgenomen aan kwalificatie | Niet deelgenomen aan kwalificatie | Niet deelgenomen aan kwalificatie | Niet deelgenomen aan kwalificatie |
| 1965                | Niet deelgenomen aan kwalificatie | Niet deelgenomen aan kwalificatie | Niet deelgenomen aan kwalificatie | Niet deelgenomen aan kwalificatie | Niet deelgenomen aan kwalificatie | Niet deelgenomen aan kwalificatie | Niet deelgenomen aan kwalificatie | Niet deelgenomen aan kwalificatie |
| 1971                | Niet deelgenomen aan kwalificatie | Niet deelgenomen aan kwalificatie | Niet deelgenomen aan kwalificatie | Niet deelgenomen aan kwalificatie | Niet deelgenomen aan kwalificatie | Niet deelgenomen aan kwalificatie | Niet deelgenomen aan kwalificatie | Niet deelgenomen aan kwalificatie |
| 1973                | Niet gekwalificeerd               | Niet gekwalificeerd               | Niet gekwalificeerd               | Niet gekwalificeerd               | Niet gekwalificeerd               | Niet gekwalificeerd               | Niet gekwalificeerd               | Niet gekwalificeerd               |
| 1975                | Niet deelgenomen aan kwalificatie | Niet deelgenomen aan kwalificatie | Niet deelgenomen aan kwalificatie | Niet deelgenomen aan kwalificatie | Niet deelgenomen aan kwalificatie | Niet deelgenomen aan kwalificatie | Niet deelgenomen aan kwalificatie | Niet deelgenomen aan kwalificatie |
| 1978                | Niet deelgenomen aan kwalificatie | Niet deelgenomen aan kwalificatie | Niet deelgenomen aan kwalificatie | Niet deelgenomen aan kwalificatie | Niet deelgenomen aan kwalificatie | Niet deelgenomen aan kwalificatie | Niet deelgenomen aan kwalificatie | Niet deelgenomen aan kwalificatie |
| 1982                | Niet gekwalificeerd               | Niet gekwalificeerd               | Niet gekwalificeerd               | Niet gekwalificeerd               | Niet gekwalificeerd               | Niet gekwalificeerd               | Niet gekwalificeerd               | Niet gekwalificeerd               |
| 1986                | 12de                              |                                   |                                   |                                   |                                   |                                   |                                   |                                   |
| 1990                | 5de                               |                                   |                                   |                                   |                                   |                                   |                                   |                                   |
| 1993                | 8ste                              |                                   |                                   |                                   |                                   |                                   |                                   |                                   |
| 1995                | 8ste                              |                                   |                                   |                                   |                                   |                                   |                                   |                                   |
| 1997                | 11de                              |                                   |                                   |                                   |                                   |                                   |                                   |                                   |
| 1999                | 3de                               |                                   |                                   |                                   |                                   |                                   |                                   |                                   |
| 2001                | 7de                               |                                   |                                   |                                   |                                   |                                   |                                   |                                   |
| 2003                | 11de                              |                                   |                                   |                                   |                                   |                                   |                                   |                                   |
| 2005                | 13de                              |                                   |                                   |                                   |                                   |                                   |                                   |                                   |
| 2007                | 16de                              |                                   |                                   |                                   |                                   |                                   |                                   |                                   |
| 2009                | 10de                              |                                   |                                   |                                   |                                   |                                   |                                   |                                   |
| 2011                | Niet gekwalificeerd               | Niet gekwalificeerd               | Niet gekwalificeerd               | Niet gekwalificeerd               | Niet gekwalificeerd               | Niet gekwalificeerd               | Niet gekwalificeerd               | Niet gekwalificeerd               |
| 2013                | Niet gekwalificeerd               | Niet gekwalificeerd               | Niet gekwalificeerd               | Niet gekwalificeerd               | Niet gekwalificeerd               | Niet gekwalificeerd               | Niet gekwalificeerd               | Niet gekwalificeerd               |
| 2015                | Niet gekwalificeerd               | Niet gekwalificeerd               | Niet gekwalificeerd               | Niet gekwalificeerd               | Niet gekwalificeerd               | Niet gekwalificeerd               | Niet gekwalificeerd               | Niet gekwalificeerd               |
| 2017                | Niet gekwalificeerd               | Niet gekwalificeerd               | Niet gekwalificeerd               | Niet gekwalificeerd               | Niet gekwalificeerd               | Niet gekwalificeerd               | Niet gekwalificeerd               | Niet gekwalificeerd               |
| 2019                | Niet gekwalificeerd               | Niet gekwalificeerd               | Niet gekwalificeerd               | Niet gekwalificeerd               | Niet gekwalificeerd               | Niet gekwalificeerd               | Niet gekwalificeerd               | Niet gekwalificeerd               |
| 2021                | 16de                              |                                   |                                   |                                   |                                   |                                   |                                   |                                   |
| Totaal              | 12/25                             |                                   |                                   |                                   |                                   |                                   |                                   |                                   |

 Kampioenen   Runners-up   Derde plaats   Vierde plaats

### Europees kampioenschap
| Europees kampioenschap | Europees kampioenschap                   | Europees kampioenschap                   | Europees kampioenschap                   | Europees kampioenschap                   | Europees kampioenschap                   | Europees kampioenschap                   | Europees kampioenschap                   | Europees kampioenschap                   | Europees kampioenschap                   |
| Jaar (teams)           | Resultaat                                | Wed                                      | W                                        | G                                        | V                                        | DV                                       | DT                                       | DS                                       | Kwal                                     |
| ---------------------- | ---------------------------------------- | ---------------------------------------- | ---------------------------------------- | ---------------------------------------- | ---------------------------------------- | ---------------------------------------- | ---------------------------------------- | ---------------------------------------- | ---------------------------------------- |
| 1994 (12)              | 9de                                      | 6                                        | 2                                        | 0                                        | 4                                        | 120                                      | 122                                      | −2                                       | (Kwal.)                                  |
| 1996 (12)              | 3de                                      | 7                                        | 5                                        | 0                                        | 2                                        | 175                                      | 150                                      | +25                                      | (Kwal.)                                  |
| 1998 (12)              | 4de                                      | 7                                        | 4                                        | 0                                        | 3                                        | 182                                      | 183                                      | −1                                       | (Kwal.)                                  |
| 2000 (12)              | 12de                                     | 6                                        | 0                                        | 0                                        | 6                                        | 111                                      | 179                                      | −78                                      | (Kwal.)                                  |
| 2002 (16)              | 9de                                      | 6                                        | 3                                        | 0                                        | 3                                        | 159                                      | 150                                      | +9                                       | (Kwal.)                                  |
| 2004 (16)              | 10de                                     | 6                                        | 2                                        | 0                                        | 4                                        | 164                                      | 170                                      | −6                                       | (Kwal.)                                  |
| 2006 (16)              | 10de                                     | 6                                        | 2                                        | 0                                        | 4                                        | 153                                      | 203                                      | −50                                      | (Kwal.)                                  |
| 2008 (16)              | 15de                                     | 3                                        | 0                                        | 0                                        | 3                                        | 53                                       | 86                                       | −33                                      | (Kwal.)                                  |
| 2010 (16)              | Niet gekwalificeerd                      | Niet gekwalificeerd                      | Niet gekwalificeerd                      | Niet gekwalificeerd                      | Niet gekwalificeerd                      | Niet gekwalificeerd                      | Niet gekwalificeerd                      | Niet gekwalificeerd                      | Niet gekwalificeerd                      |
| 2012 (16)              | Niet gekwalificeerd                      | Niet gekwalificeerd                      | Niet gekwalificeerd                      | Niet gekwalificeerd                      | Niet gekwalificeerd                      | Niet gekwalificeerd                      | Niet gekwalificeerd                      | Niet gekwalificeerd                      | Niet gekwalificeerd                      |
| 2014 (16)              | Niet gekwalificeerd                      | Niet gekwalificeerd                      | Niet gekwalificeerd                      | Niet gekwalificeerd                      | Niet gekwalificeerd                      | Niet gekwalificeerd                      | Niet gekwalificeerd                      | Niet gekwalificeerd                      | Niet gekwalificeerd                      |
| 2016 (16)              | Niet gekwalificeerd                      | Niet gekwalificeerd                      | Niet gekwalificeerd                      | Niet gekwalificeerd                      | Niet gekwalificeerd                      | Niet gekwalificeerd                      | Niet gekwalificeerd                      | Niet gekwalificeerd                      | Niet gekwalificeerd                      |
| 2018 (16)              | Niet gekwalificeerd                      | Niet gekwalificeerd                      | Niet gekwalificeerd                      | Niet gekwalificeerd                      | Niet gekwalificeerd                      | Niet gekwalificeerd                      | Niet gekwalificeerd                      | Niet gekwalificeerd                      | Niet gekwalificeerd                      |
| 2020 (16)              | Niet gekwalificeerd                      | Niet gekwalificeerd                      | Niet gekwalificeerd                      | Niet gekwalificeerd                      | Niet gekwalificeerd                      | Niet gekwalificeerd                      | Niet gekwalificeerd                      | Niet gekwalificeerd                      | Niet gekwalificeerd                      |
| 2022 (16)              | Niet gekwalificeerd                      | Niet gekwalificeerd                      | Niet gekwalificeerd                      | Niet gekwalificeerd                      | Niet gekwalificeerd                      | Niet gekwalificeerd                      | Niet gekwalificeerd                      | Niet gekwalificeerd                      | Niet gekwalificeerd                      |
| 2024 (24)              | Gekwalificeerd als een van de gastlanden | Gekwalificeerd als een van de gastlanden | Gekwalificeerd als een van de gastlanden | Gekwalificeerd als een van de gastlanden | Gekwalificeerd als een van de gastlanden | Gekwalificeerd als een van de gastlanden | Gekwalificeerd als een van de gastlanden | Gekwalificeerd als een van de gastlanden | Gekwalificeerd als een van de gastlanden |
| Totaal                 | 8/14                                     | 47                                       | 18                                       | 0                                        | 29                                       | 1.117                                    | 1.243                                    | −126                                     |                                          |

 Kampioenen   Runners-up   Derde plaats   Vierde plaats

## Team

### Selecties
Olympische Spelen 1984 – 6de plaats
Elisabeth Zehetner, Gabriele Gebauer, Gudrun Neunteufel, Karin Hillinger, Karin Prokop, Maria Sykora, Martina Neubauer, Milena Foltýnová-Gschiessl, Monika Unger, Silvia Steinbauer, Susanne Unger, Teresa Zielewicz, Ulrike Huber, Ulrike Popp en Vesna Radović.
 Wereldkampioenschap 1986 – 12de plaats
Danuta Stampfel, Vesna Radović, Claudia Becwar, Martina Neubauer, Jadranka Jez, Susana Ungar, Milena Foltýnová-Gschiessl, Karin Prokop, Sylvia Steinbauer, Karin Hillinger, Gabriele Neudolt en Jasna Kolar-Merdan.
 Olympische Spelen 1992 – 5de plaats
Barbara Strass, Edith Matei, Iris Morhammer, Jasna Kolar-Merdan, Jadranka Jez, Karin Prokop, Kerstin Jönsson, Liliana Topea, Marianna Racz, Natalia Rusnatschenko, Nicole Peissl, Stanka Bozovic, Slavica Djukić en Teresa Zurowski. Bondscoach: Vinco Kandija.
 Olympische Spelen 2000 – 5de plaats
Ausra Fridrikas, Barbara Strass, Doris Meltzer, Iris Morhammer, Laura Fritz, Natalia Rusnatschenko, Sorina Teodorovic, Stanka Bozovic, Steffi Ofenböck, Svetlana Mugoša-Antić, Tanja Logwin, Tatjana Dschandschgawa, Birgit Engl, Ariane Maier en Rima Sypkus.

### Individuele spelersrecords

#### Meeste interlands
Meeste interlands in officiële wedstrijden.
| #  | Speelster            | Interlands | Goals |
| -- | -------------------- | ---------- | ----- |
| 1  | Barbara Strass       | 272        | 570   |
| 2  | Natascha Rusnachenko | 255        | 7     |
| 3  | Iris Morhammer       | 237        | 663   |
| 4  | Karin Prokop         | 229        | 215   |
| 5  | Stanka Bozovic       | 220        | 910   |
| 6  | Katrin Engel         | 215        | 892   |
| 7  | Stephanie Subke      | 200        | 701   |
| 8  | Jandranka Jez        | 189        | 384   |
| 9  | Petra Blazek         | 188        | ??    |
| 10 | Susanne Unger        | 174        | ??    |

Bijgewerkt op: 6 augustus 2019
Bron: Rekordspielerinnen Österreichischer Handballbund

#### Meeste doelpunten
Meeste doelpunten in officiële wedstrijden.
| #  | Speelster          | Goals | Interlands | Gemiddeld |
| -- | ------------------ | ----- | ---------- | --------- |
| 1  | Jasna Kolar-Merdan | 1.206 | 163        | 7,40      |
| 2  | Ausra Fridikas     | 1.059 | 133        | 7,80      |
| 3  | Stanka Bozovic     | 910   | 220        | 4,14      |
| 4  | Katrin Engel       | 892   | 215        | 4,15      |
| 5  | Tanja Logvin       | 820   | 107        | 7,66      |
| 6  | Stephanie Subke    | 701   | 200        | 3,51      |
| 7  | Iris Morhammer     | 663   | 237        | 2,80      |
| 8  | Barbara Strass     | 570   | 272        | 2,10      |
| 9  | Gabriele Neudolt   | 520   | 141        | 3,69      |
| 10 | Sorina Teodorovic  | 501   | 130        | 3,85      |

Bijgewerkt op: 6 augustus 2019
Bron: Rekordspielerinnen Österreichischer Handballbund

## Interlands
Onderstaand alle interlands van het Oostenrijks handbalteam vrouwen vanaf 2007:
| Datum      | Thuis team          | Resultaat     | Uit team            | Competitie                               | Locatie                 |
| ---------- | ------------------- | ------------- | ------------------- | ---------------------------------------- | ----------------------- |
| 05.06.2019 | Hongarije           | 28:19 (16:10) | Oostenrijk          | Wereldkampioenschap kwalificatie 2019    | Zalaegerszeg            |
| 02.06.2019 | Oostenrijk          | 23:41 (9:20)  | Hongarije           | Wereldkampioenschap kwalificatie 2019    | Graz                    |
| 24.03.2019 | Oostenrijk          | 25:28 (12:16) | Tsjechië            | Vierlandentoernooi                       | Porec                   |
| 23.03.2019 | Kroatië             | 21:22 (10:12) | Oostenrijk          | Vierlandentoernooi                       | Porec                   |
| 22.03.2019 | Oostenrijk          | 23:23 (10:13) | Slovenië            | Vierlandentoernooi                       | Porec                   |
| 24.11.2018 | Oekraïne            | 34:32 (17:17) | Oostenrijk          | Turchin Cup                              | Kiev                    |
| 23.11.2018 | Oekraïne B          | 17:36 (8:20)  | Oostenrijk          | Turchin Cup                              | Kiev                    |
| 22.11.2018 | Spanje B            | 32:30 (14:14) | Oostenrijk          | Turchin Cup                              | Kiev                    |
| 29.09.2018 | Spanje              | 28:26 (16:11) | Oostenrijk          | Oefenwedstrijd                           | Madrid                  |
| 28.09.2018 | Spanje              | 32:22 (14:11) | Oostenrijk          | Oefenwedstrijd                           | Madrid                  |
| 03.06.2018 | Rusland             | 26:25 (16:13) | Oostenrijk          | Europees kampioenschap kwalificatie 2018 | Astrakhan               |
| 31.05.2018 | Oostenrijk          | 25:28 (11:13) | Roemenië            | Europees kampioenschap kwalificatie 2018 | Innsbruck               |
| 24.03.2018 | Oostenrijk          | 29:24 (16:11) | Portugal            | Europees kampioenschap kwalificatie 2018 | Bregenz                 |
| 22.03.2018 | Portugal            | 30:32 (11:17) | Oostenrijk          | Europees kampioenschap kwalificatie 2018 | Tondela                 |
| 25.11.2017 | Zwitserland         | 22:24 (15:14) | Oostenrijk          | Toernooi                                 | Cheb                    |
| 24.11.2017 | Oostenrijk          | 26:25 (13:15) | Noorwegen           | Toernooi                                 | Cheb                    |
| 23.11.2017 | Tsjechië            | 27:28 (14:14) | Oostenrijk          | Toernooi                                 | Cheb                    |
| 30.09.2017 | Oostenrijk          | 27:25 (13:16) | Rusland             | Europees kampioenschap kwalificatie 2018 | Südstadt                |
| 27.09.2017 | Roemenië            | 36:25 (18:11) | Oostenrijk          | Europees kampioenschap kwalificatie 2018 | Valcea                  |
| 13.06.2017 | Oostenrijk          | 24:33 (13:11) | Roemenië            | Wereldkampioenschap kwalificatie 2017    | Stockerau               |
| 09.06.2017 | Roemenië            | 34:29 (17:16) | Oostenrijk          | Wereldkampioenschap kwalificatie 2017    | Oradea                  |
| 04.06.2017 | Italië              | 17:33 (9:18)  | Oostenrijk          | Oefenwedstrijd                           | Rome                    |
| 03.06.2017 | Italië              | 21:29 (11:15) | Oostenrijk          | Oefenwedstrijd                           | Rome                    |
| 18.03.2017 | Tsjechië            | 35:26 (17:11) | Oostenrijk          | Oefenwedstrijd                           | Jindřichův Hradec       |
| 16.03.2017 | Oostenrijk          | 30:28 (11:13) | Tsjechië            | Oefenwedstrijd                           | Tulln                   |
| 04.12.2016 | Faeröer             | 20:29 (10:18) | Oostenrijk          | Wereldkampioenschap kwalificatie 2017    | Färöer                  |
| 03.12.2016 | Oostenrijk          | 28:19 (14:10) | Noord-Macedonië     | Wereldkampioenschap kwalificatie 2017    | Färöer                  |
| 02.12.2016 | Oostenrijk          | 24:28 (12:12) | IJsland             | Wereldkampioenschap kwalificatie 2017    | Färöer                  |
| 26.11.2016 | Oostenrijk          | 28:31 (15:14) | Servië              | Toernooi                                 | Cheb                    |
| 25.11.2016 | Oostenrijk          | 21:24 (7:15)  | Noorwegen           | Toernooi                                 | Cheb                    |
| 24.11.2016 | Tsjechië            | 26:25 (16:13) | Oostenrijk          | Toernooi                                 | Cheb                    |
| 08.10.2016 | Oostenrijk          | 26:25 (12:15) | Kroatië             | Oefenwedstrijd                           | Graz                    |
| 07.10.2016 | Kroatië             | 36:28 (15:11) | Oostenrijk          | Oefenwedstrijd                           | Ivanic Grad             |
| 04.06.2016 | Nederland           | 35:22 (18:11) | Oostenrijk          | Europees kampioenschap kwalificatie 2016 | Den Bosch               |
| 01.06.2016 | Oostenrijk          | 26:33 (12:16) | Spanje              | Europees kampioenschap kwalificatie 2016 | Innsbruck               |
| 28.05.2016 | Oostenrijk          | 22:18 (10:8)  | Argentinië          | Oefenwedstrijd                           | Südstadt                |
| 12.03.2016 | Oostenrijk          | 39:27 (19:12) | Bulgarije           | Europees kampioenschap kwalificatie 2016 | Bregenz                 |
| 09.03.2016 | Bulgarije           | 20:33 (10:13) | Oostenrijk          | Europees kampioenschap kwalificatie 2016 | Gabrovo                 |
| 29.11.2015 | Oostenrijk          | 29:27 (16:11) | Zwitserland         | Oefenwedstrijd                           | Graz                    |
| 28.11.2015 | Oostenrijk          | 32:28 (16:10) | Zwitserland         | Oefenwedstrijd                           | Bärnbach                |
| 11.10.2015 | Oostenrijk          | 25:31 (11:13) | Nederland           | Europees kampioenschap kwalificatie 2016 | Südstadt                |
| 07.10.2015 | Spanje              | 25:15 (13:6)  | Oostenrijk          | Europees kampioenschap kwalificatie 2016 | Santiago de Compostella |
| 13.06.2015 | Hongarije           | 41:24 (17:10) | Oostenrijk          | Wereldkampioenschap kwalificatie 2016    | Györ                    |
| 05.06.2015 | Oostenrijk          | 20:33 (11:19) | Hongarije           | Wereldkampioenschap kwalificatie 2016    | Stockerau               |
| 21.03.2015 | Oostenrijk          | 30:28 (18:15) | Wit-Rusland         | Toernooi                                 | Cheb                    |
| 20.03.2015 | Tsjechië            | 31:25 (17:13) | Oostenrijk          | Toernooi                                 | Cheb                    |
| 19.03.2015 | Oostenrijk          | 32:32 (15:17) | Turkije             | Toernooi                                 | Cheb                    |
| 06.12.2014 | Oostenrijk          | 32:24 (15:11) | Turkije             | Wereldkampioenschap kwalificatie 2015    | Stockerau               |
| 05.12.2014 | Oostenrijk          | 29:21 (16:9)  | Portugal            | Wereldkampioenschap kwalificatie 2015    | Stockerau               |
| 04.12.2014 | Oostenrijk          | 41:15 (21:7)  | Israël              | Wereldkampioenschap kwalificatie 2015    | Stockerau               |
| 29.11.2014 | Hongarije           | 38:24 (22:13) | Oostenrijk          | Oefenwedstrijd                           | Györ                    |
| 12.10.2014 | Oostenrijk          | 31:31 (16:14) | Slowakije           | Vierlandentoernooi                       | Szigetszentmiklos       |
| 11.10.2014 | Tsjechië            | 22:24 (11:11) | Oostenrijk          | Vierlandentoernooi                       | Szigetszentmiklos       |
| 10.10.2014 | Hongarije           | 36:23 (15:12) | Oostenrijk          | Vierlandentoernooi                       | Szigetszentmiklos       |
| 15.06.2014 | Oekraïne            | 33:24 (17:10) | Oostenrijk          | Europees kampioenschap kwalificatie 2014 | Michalovce              |
| 07.06.2014 | Oostenrijk          | 29:33 (14:16) | Denemarken          | Europees kampioenschap kwalificatie 2014 | Wenen                   |
| 29.03.2014 | Oostenrijk          | 32:22 (19:11) | Litouwen            | Europees kampioenschap kwalificatie 2014 | Bregenz                 |
| 27.03.2014 | Litouwen            | 28:31 (13:13) | Oostenrijk          | Europees kampioenschap kwalificatie 2014 | Panevezys               |
| 28.11.2013 | Slowakije           | 32:23 (17:10) | Oostenrijk          | Oefenwedstrijd                           | Šaľa                    |
| 27.10.2013 | Oostenrijk          | 34:28 (18:12) | Oekraïne            | Europees kampioenschap kwalificatie 2014 | Krems an der Donau      |
| 24.10.2013 | Denemarken          | 42:27 (20:11) | Oostenrijk          | Europees kampioenschap kwalificatie 2014 | Roskilde                |
| 25.09.2013 | Oostenrijk          | 34:34 (16:20) | Desportiva 1        | Oefenwedstrijd                           | Hongarije               |
| 28.05.2013 | Brazilië            | 29:22 (14:10) | Oostenrijk          | Oefenwedstrijd                           | Vitoria                 |
| 25.05.2013 | Brazilië            | 36:23 (18:11) | Oostenrijk          | Oefenwedstrijd                           | Cabo Frio               |
| 23.03.2013 | Zwitserland         | 17:27 (12:11) | Oostenrijk          | Toernooi                                 | Cheb                    |
| 22.03.2013 | Oostenrijk          | 30:24 (19:11) | Tunesië             | Toernooi                                 | Cheb                    |
| 21.03.2013 | Tsjechië            | 27:29 (15:16) | Oostenrijk          | Toernooi                                 | Cheb                    |
| 02.12.2012 | Oostenrijk          | 18:30 (9:16)  | Nederland           | Wereldkampioenschap kwalificatie 2013    | Apeldoorn               |
| 30.11.2012 | Oostenrijk          | 40:22 (19:13) | Israël              | Wereldkampioenschap kwalificatie 2013    | Apeldoorn               |
| 29.11.2012 | Oostenrijk          | 22:26 (13:12) | Slovenië            | Wereldkampioenschap kwalificatie 2013    | Apeldoorn               |
| 25.11.2012 | Oostenrijk          | 18:25 (8:9)   | Brazilië            | Oefenwedstrijd                           | Südstadt                |
| 24.11.2012 | Oostenrijk          | 29:35 (15.21) | Brazilië            | Oefenwedstrijd                           | Stockerau               |
| 05.10.2012 | Oostenrijk          | 27:23 (11:10) | Zwitserland         | Oefenwedstrijd                           | Südstadt                |
| 04.10.2012 | Oostenrijk          | 28:25 (12:14) | Zwitserland         | Oefenwedstrijd                           | Südstadt                |
| 02.06.2012 | Oostenrijk          | 29:26 (15:11) | Slovenië            | Europees kampioenschap kwalificatie 2012 | Südstadt                |
| 30.05.2012 | Tsjechië            | 28:22 (16:11) | Oostenrijk          | Europees kampioenschap kwalificatie 2012 | Zlin                    |
| 24.05.2012 | Oostenrijk          | 29:35 (13:17) | Zuid-Korea          | Oefenwedstrijd                           | Südstadt                |
| 22.05.2012 | Oostenrijk          | 25:33 (12:16) | Zuid-Korea          | Oefenwedstrijd                           | Südstadt                |
| 24.03.2012 | Zweden              | 39:17 (16:10) | Oostenrijk          | Europees kampioenschap kwalificatie 2012 | Norrköping              |
| 22.03.2012 | Oostenrijk          | 26:26 (14:13) | Zweden              | Europees kampioenschap kwalificatie 2012 | Krems an der Donau      |
| 27.11.2011 | Polen               | 22:23 (12:12) | Oostenrijk          | Toernooi                                 | Londen                  |
| 26.11.2011 | Oostenrijk          | 29:26 (17:14) | China               | Toernooi                                 | Londen                  |
| 25.11.2011 | Verenigd Koninkrijk | 23:31 (10:13) | Oostenrijk          | Toernooi                                 | Londen                  |
| 24.11.2011 | Angola              | 35:33 (17:12) | Oostenrijk          | Toernooi                                 | Londen                  |
| 23.10.2011 | Slovenië            | 29:28 (13:13) | Oostenrijk          | Europees kampioenschap kwalificatie 2012 | Ljubljana               |
| 19.10.2011 | Oostenrijk          | 26:36 (13:16) | Tsjechië            | Europees kampioenschap kwalificatie 2012 | Südstadt                |
| 08.06.2011 | Oostenrijk          | 33:26 (16:14) | Slowakije           | Oefenwedstrijd                           | Innsbruck               |
| 07.06.2011 | Oostenrijk          | 34:31 (19:18) | Slowakije           | Oefenwedstrijd                           | Schwaz                  |
| 31.05.2011 | Hongarije           | 38:20 (22:7)  | Oostenrijk          | Oefenwedstrijd                           | Tata                    |
| 23.04.2011 | Zwitserland         | 20:33 (7:20)  | Oostenrijk          | Oefenwedstrijd                           | Horw                    |
| 22.04.2011 | Zwitserland         | 24:30(10:11)  | Oostenrijk          | Oefenwedstrijd                           | Altdorf                 |
| 05.12.2010 | Oostenrijk          | 33:33 (17:18) | Slowakije           | Wereldkampioenschap kwalificatie 2011    | Lublin                  |
| 04.12.2010 | Polen               | 33:26 (18:14) | Oostenrijk          | Wereldkampioenschap kwalificatie 2011    | Lublin                  |
| 02.12.2010 | Cyprus              | 10:45 (4:23)  | Oostenrijk          | Wereldkampioenschap kwalificatie 2011    | Lublin                  |
| 01.12.2010 | Oostenrijk          | 30:20 (14:9)  | Verenigd Koninkrijk | Wereldkampioenschap kwalificatie 2011    | Lublin                  |
| 28.11.2010 | Duitsland           | 36:21 (16:9)  | Oostenrijk          | Oefenwedstrijd                           | Rotenburg               |
| 27.11.2010 | Duitsland           | 30:28 (17:15) | Oostenrijk          | Oefenwedstrijd                           | Bad Wildungen           |
| 26.09.2010 | Tsjechië            | 26:23 (11:10) | Oostenrijk          | Toernooi                                 | Cheb                    |
| 25.09.2010 | Spanje              | 23:13 (14:3)  | Oostenrijk          | Toernooi                                 | Cheb                    |
| 29.05.2010 | Oostenrijk          | 26:23 (12:12) | IJsland             | Europees kampioenschap kwalificatie 2010 | Stockerau               |
| 26.05.2010 | Verenigd Koninkrijk | 17:23 (8:10)  | Oostenrijk          | Europees kampioenschap kwalificatie 2010 | Glasgow                 |
| 04.04.2010 | Frankrijk           | 29:22 (16:9)  | Oostenrijk          | Europees kampioenschap kwalificatie 2010 | Pau                     |
| 31.03.2010 | Oostenrijk          | 24:27 (14:12) | Frankrijk           | Europees kampioenschap kwalificatie 2010 | Wenen                   |
| 17.12.2009 | Oostenrijk          | 25:41 (15:17) | Hongarije           | Wereldkampioenschap 2009                 | Suzhou                  |
| 15.12.2009 | Frankrijk           | 35:20 (19:12) | Oostenrijk          | Wereldkampioenschap 2009                 | Yangzhou                |
| 13.12.2009 | Oostenrijk          | 26:29 (14:12) | Duitsland           | Wereldkampioenschap 2009                 | Yangzhou                |
| 12.12.2009 | Denemarken          | 30:27 (15:16) | Oostenrijk          | Wereldkampioenschap 2009                 | Yangzhou                |
| 10.12.2009 | Oostenrijk          | 31:32 (17:15) | Oekraïne            | Wereldkampioenschap 2009                 | Zhangjiagang            |
| 09.12.2009 | Oostenrijk          | 19:32 (10:17) | Rusland             | Wereldkampioenschap 2009                 | Zhangjiagang            |
| 07.12.2009 | Angola              | 21:28 (12:16) | Oostenrijk          | Wereldkampioenschap 2009                 | Zhangjiagang            |
| 06.12.2009 | Australië           | 10:45 (5:22)  | Oostenrijk          | Wereldkampioenschap 2009                 | Zhangjiagang            |
| 05.12.2009 | Oostenrijk          | 52:11 (24:7)  | Thailand            | Wereldkampioenschap 2009                 | Zhangjiagang            |
| 18.10.2009 | IJsland             | 29:25 (19:10) | Oostenrijk          | Europees kampioenschap kwalificatie 2010 | Reykjavik               |
| 14.10.2009 | Oostenrijk          | 30:20 (18:12) | Verenigd Koninkrijk | Europees kampioenschap kwalificatie 2010 | Feldkirchen in Kärnten  |
| 25.09.2009 | Tsjechië            | 25:29 (12:13) | Oostenrijk          | Oefenwedstrijd                           | Zubri                   |
| 24.09.2009 | Tsjechië            | 22:27 (14:15) | Oostenrijk          | Oefenwedstrijd                           | Zubri                   |
| 12.06.2009 | Oostenrijk          | 34:25 (17:10) | Noord-Macedonië     | Wereldkampioenschap kwalificatie 2009    | Innsbruck               |
| 07.06.2009 | Noord-Macedonië     | 32:28 (13:13) | Oostenrijk          | Wereldkampioenschap kwalificatie 2009    | Skopje                  |
| 31.05.2009 | Oostenrijk          | 20:22 (11:10) | Nederland           | Oefenwedstrijd                           | Hollabrunn              |
| 30.05.2009 | Oostenrijk          | 20:24 (13:10) | Nederland           | Oefenwedstrijd                           | Hollabrunn              |
| 06.12.2008 | Oostenrijk          | 21:31 (12:14) | Wit-Rusland         | Europees kampioenschap 2008              | Ohrid                   |
| 04.12.2008 | Oostenrijk          | 10:24 (5:11)  | Zweden              | Europees kampioenschap 2008              | Ohrid                   |
| 02.12.2008 | Oostenrijk          | 22:31 (10:13) | Rusland             | Europees kampioenschap 2008              | Ohrid                   |
| 23.11.2008 | Oostenrijk          | 24:26 (14:12) | Noord-Macedonië     | Pannon Cup                               | Szombathely             |
| 22.11.2008 | Oostenrijk          | 33:37 (16:16) | Kroatië             | Pannon Cup                               | Szombathely             |
| 21.11.2008 | Hongarije           | 33:21 (16:8)  | Oostenrijk          | Pannon Cup                               | Szombathely             |
| 19.10.2008 | Oostenrijk          | 26:28 (15:14) | Polen               | Holland Tournament                       | Rotterdam               |
| 17.10.2008 | Nederland           | 35:28 (19:12) | Oostenrijk          | Holland Tournament                       | Rotterdam               |
| 16.10.2008 | Oostenrijk          | 13:38 (6:20)  | Polen               | Holland Tournament                       | Rotterdam               |
| 06.06.2008 | Oostenrijk          | 36:26 (19:10) | Italië              | Europees kampioenschap kwalificatie 2008 | Telfs                   |
| 31.05.2008 | Italië              | 27:29 (14:17) | Oostenrijk          | Europees kampioenschap kwalificatie 2008 | Salerno                 |
| 27.05.2008 | Slowakije           | 31:27 (16:12) | Oostenrijk          | Oefenwedstrijd                           | Tencin                  |
| 26.05.2008 | Oostenrijk          | 32:32 (16:17) | Slowakije           | Oefenwedstrijd                           | Südstadt                |
| 31.03.2008 | Oostenrijk          | 37:24 (18:9)  | Litouwen            | Oefenwedstrijd                           | Horn                    |
| 31.03.2008 | Oostenrijk          | 38:17 (21:14) | Litouwen            | Oefenwedstrijd                           | Horn                    |
| 29.12.2007 | Slowakije           | 31:30 (16:14) | Oostenrijk          | Oefenwedstrijd                           | Bratislava              |
| 05.12.2007 | Oostenrijk          | 31:34 (19:18) | Portugal            | Oefenwedstrijd                           | Salzburg                |
| 04.12.2007 | Oostenrijk          | 32:30 (17:16) | Portugal            | Oefenwedstrijd                           | Salzburg                |
| 28.10.2007 | Oostenrijk          | 33:35 (16:17) | Wit-Rusland         | Samsung Cup                              | Innsbruck               |
| 27.10.2007 | Oostenrijk          | 31:32 (12:15) | Griekenland         | Samsung Cup                              | Innsbruck               |
| 26.10.2007 | Oostenrijk          | 31:30 (16:13) | Finland             | Samsung Cup                              | Innsbruck               |
| 24.10.2007 | Oostenrijk          | 27:27 (13:15) | Griekenland         | Oefenwedstrijd                           | Innsbruck               |
| 07.06.2007 | Tunesië             | 41:32 (22:15) | Oostenrijk          | Oefenwedstrijd                           | Tozeur                  |
| 07.06.2007 | Tunesië             | 31:33 (16:15) | Oostenrijk          | Oefenwedstrijd                           | Kebili                  |
| 07.06.2007 | Tunesië             | 33:27 (18:13) | Oostenrijk          | Oefenwedstrijd                           | Grombalia               |
| 02.06.2007 | Luxemburg           | 20:38 (9:19)  | Oostenrijk          | Oefenwedstrijd                           | Luxemburg               |
| 01.06.2007 | Luxemburg           | 33:31 (16:13) | Oostenrijk          | Oefenwedstrijd                           | Luxemburg               |
| 05.04.2007 | Oostenrijk          | 26:36 (9:15)  | Noorwegen           | Scandinavian Open                        | Borås                   |
| 04.04.2007 | Oostenrijk          | 27:33 (12:17) | Denemarken          | Scandinavian Open                        | Borås                   |
| 20.01.2007 | Oostenrijk          | 33:28 (15:11) | Finland             | Europees kampioenschap kwalificatie 2008 | Traun                   |
| 16.01.2007 | Finland             | 26:29 (16:15) | Oostenrijk          | Europees kampioenschap kwalificatie 2008 | Helsinki                |
| 13.01.2007 | Oostenrijk          | 34:35 (18:18) | Montenegro          | Europees kampioenschap kwalificatie 2008 | Stockerau               |
| 10.01.2007 | Montenegro          | 31:24 (14:11) | Oostenrijk          | Europees kampioenschap kwalificatie 2008 | Cetinje                 |
| 07.01.2007 | Nederland           | 27:26 (17:14) | Oostenrijk          | Europees kampioenschap kwalificatie 2008 | Emmen                   |
| 04.01.2007 | Oostenrijk          | 37:31 (17:12) | Nederland           | Europees kampioenschap kwalificatie 2008 | Innsbruck               |